# Ричково (Сєверний район)
Ричко́во (рос. Рычково) — село у складі Сєверного району Оренбурзької області, Росія.

## Населення
Населення — 373 особи (2010; 404 у 2002).
Національний склад (станом на 2002 рік):
- росіяни — 41 %
- татари — 29 %